# Hans Richter (artist)
Hans Richter (n. 6 aprilie 1888, Berlin, Imperiul German – d. 1 februarie 1976, Minusio⁠(d), Cantonul Ticino, Elveția) a fost pictor, artist grafic, avangardist, regizor și producător de film german, asociat cu multiple mișcări avangardiste ale secolului XX, așa cum au fost, dadaismul, constructivismul, suprarealismul și Bauhaus (unde a fost și profesor asociat).

## Biografie

### Primii ani
Richter, care s-a născut într-o familie înstărită, și-a făcut studiile academice (arhitectură și arte plastice) le-a făcut la Berlin și Weimar. Primele contacte cu arta modernă le-a avut prin intermediul revistei lui Herwarth Walden Der Sturm („Furtuna”), a mișcării Der Blaue Reiter („Călărețul albastru”) și a revistei lui Franz Pfemfert Die Aktion („Acțiunea”).
Prima lui expoziție a avut loc la München în anul 1916, revista Die Aktion dedicându-i o ediție specială.

### Primul Război Mondial
În timpul Primului Război Mondial a fost rănit. După ce a fost demobilizat în 1916, a mers la Zürich, unde l-a reîntâlnit pe Hans Arp (pe care îl cunoscuse la Berlin) ambii participând activ la mișcarea dadaistă.
În 1917 l-a întâlnit pe suedezul Viking Eggeling, un artist plastic și experimentator de film, cu care a locuit timp de trei ani (începând cu 1919) pe moșia părinților săi din Klein-Kölzig, unde au experimentat cu pictură și film. Primul lor film abstract a fost Rhytmus 21, pe care l-au terminat în 1921. Au susținut că este primul film abstract din lume, ceea ce nu este adevărat, deoarece futuriștii italieni Bruno Corra și Arnaldo Ginna au făcut lucruri asemănătoare încă prin 1911 - 1912.

### Perioada interbelică
În aprilie 1919 a fost împreună cu Marcel Iancu, Hans Arp, Viking Eggeling unul din fondatorii grupului Bund radikaler Künstler.
Din 1923 a fost împreună cu Werner Graeff (sau Gräff) și Mies van der Rohe unul din editorii revistei G. Material zur elementaren Gestaltung („material pentru modelare elementară”), la care mulți avangardiști au contribuit: Arp, Raoul Hausmann, Tristan Tzara, Man Ray, Kurt Schwitters și mulți alții.
În anul 1926 a regizat filmul Filmstudie (pe muzica lui Hans Heinz Stuckenschmidt), iar un an mai târziu filmul Vormittagspark („Parcul înainte de prânz”) (pe muzica de Paul Hindemith).

### Statele Unite și „redescoperirea” picturii
În 1940 a emigrat în SUA, ulterior devenind cetățean american. A predat, începând cu 1942, la Institute of Film Techniques la City College din New York timp de 15 ani.
Între 1944 și 1947 a regizat filmul suprarealist Dreams That Money Can Buy („Vise care pot fi cumpărate cu bani”), la care au participat printre alții Marcel Duchamp, Max Ernst, Man Ray, Fernand Léger.
La filmul său 8x8: A Chess Sonata au participat Max Ernst, Jean Cocteau, Alexander Calder, Paul Bowles, Fernand Léger, Marcel Duchamp și alții.
În 1957 s-a reîntors la Berlin, iar începând cu anul 1958 a făcut dese călătorii în Europa, împărțindu-și timpul între Ascona, Elveția și statul  Connecticut,  Statele Unite ale Americii. În această perioadă și-a dedicat toată energia picturii, pe care o neglijase o perioadă de timp.
A decedat la Minusio, lângă Locarno, în Elveția.